# NGC 4370
NGC 4370 ist eine Edge-on-Galaxie im Virgo-Galaxienhaufen im gleichnamigen Sternbild. In mehreren Untersuchungen wurde sie als linsenförmige Galaxie klassifiziert, wobei sich die Feststellung der Morphologie aufgrund des Beobachtungswinkels schwierig gestaltet. Sie ist rund 32 Millionen Lichtjahre von der Milchstraße entfernt. Im gleichen Himmelsareal befinden sich u. a. die Galaxien NGC 4334, NGC 4365, NGC 4366 und IC 3322.
NGC 4370 wurde am 13. April 1784 von Wilhelm Herschel entdeckt.